# Cherokee County (Kansas)
Cherokee County is een county in de Amerikaanse staat Kansas.
De county heeft een landoppervlakte van 1.521 km² en telt 22.605 inwoners (volkstelling 2000). De hoofdplaats is Columbus.